# José Antonio González de Salas
José Antonio González de Salas (Madrid, 1588 – Madrid, 1654) è stato un umanista e scrittore spagnolo.

## Biografia
José Antonio González de Salas era figlio di Don Diego González de Salas, contabile maggiore di Filippo II e Filippo III, e di donna Isabel de Jivaja Pisa y Quiroga, e cugino del cardinale Juan de Lugo. Battezzato nella Iglesia de San Martín a Madrid il 12 gennaio 1592, ricevette un'eccellente educazione umanistica e imparò perfettamente il latino, il greco e l'ebraico. Acquisì anche una grande erudizione nelle lettere antiche e moderne. Grazie ai suoi scritti José divenne molto famoso sia in Spagna che all'estero e Filippo IV lo fece cavaliere dell'Ordine di Calatrava per i suoi meriti letterari. Grande amico di Francisco de Quevedo, curò l'edizione delle sue poesie (Parnaso español, monte en dos cumbres dividido, 1648). 

## Opera
Pubblicò un commentario al Satyricon di Petronio (Commenta, dissertationes et praefationes et indices in T. Petronium Arbitrum), e integrò il testo di Petronio per coprirne le lacune (Petroni Arbitri... Satiricon extrema editio ex Musaeo D. Iosephi Antoni Gonsali de Salas: Francofurti, cura Wolfgangi Hofmanni, 1629). Commentò anche la Naturalis historia di Plinio il Vecchio e tradusse la Chorografia di Pomponio Mela in spagnolo (Compendio Geographico i historico de el Orbe antiguo, i Descripcion de el Sitio de la Tierra Escripta por Pomponio Mela Español antiguamente en la Republica Romana, i ahora con nueva y varia ilustracion, restituido á la suia Española, de la Libreria de Don Jvsepe Antonio Gonzalez de Salas Madrid: Diego Diaz de la Carrera, 1644). La sua opera più importante è l'eruditissima Nueva idea de la tragedia antigua o Ilustracion ultima al libro singular de Poetica de Aristoteles Stagirita, Madrid: Francisco Martínez, 1633, ristampata con note da Francisco Cerdá y Rico (Madrid: Antonio de Sancha, 1778). Scrisse anche De duplici viventium terra dissertatio paradoxica. Magni operis, quod inscribitur Epitoma geographico-historica (Lugduni Batavorum: Apud Elzevirios, 1650), dedicata al cugino Juan de Lugo, per il quale ebbe sempre grande amicizia e venerazione.

## Opere
- (LA) Petroni Arbitri ... Satiricon extrema editio ex musaeo D. Iosephi Antoni Gonsali de Salas, Francofurti, cura Wolfgangi Hofmannj, 1629.
- Nueva idea de la tragedia antigua, o Ilustracion ultima al libro singular De poetica de Aristoteles Stagirita, Madrid, Francisco Martinez, 1633;
- Compendio geographico i historico de el orbe antiguo i descripcion de el sitio de la tierra, escripta por Pomponio Mela Español antiguamente en la Republica Romana, i ahora con nueva y varia ilustracion restituido á la suia española, de la libreria de Don Iusepe Antonio Gonzalez de Salas, Madrid, Diego Diaz de la Carrera, 1644;
- Francisco de Quevedo El Parnasso español: poesias, que con adorno y censura illustradas y corregidas salen aora de la libreria de J.A. Gonzalez de Salas, Saragozza, 1649;
- De duplici viventium terra dissertatio paradoxica, Lugduni Batavorum, apud Elzevirios, 1650.